# Balkhausen (Seeheim-Jugenheim)

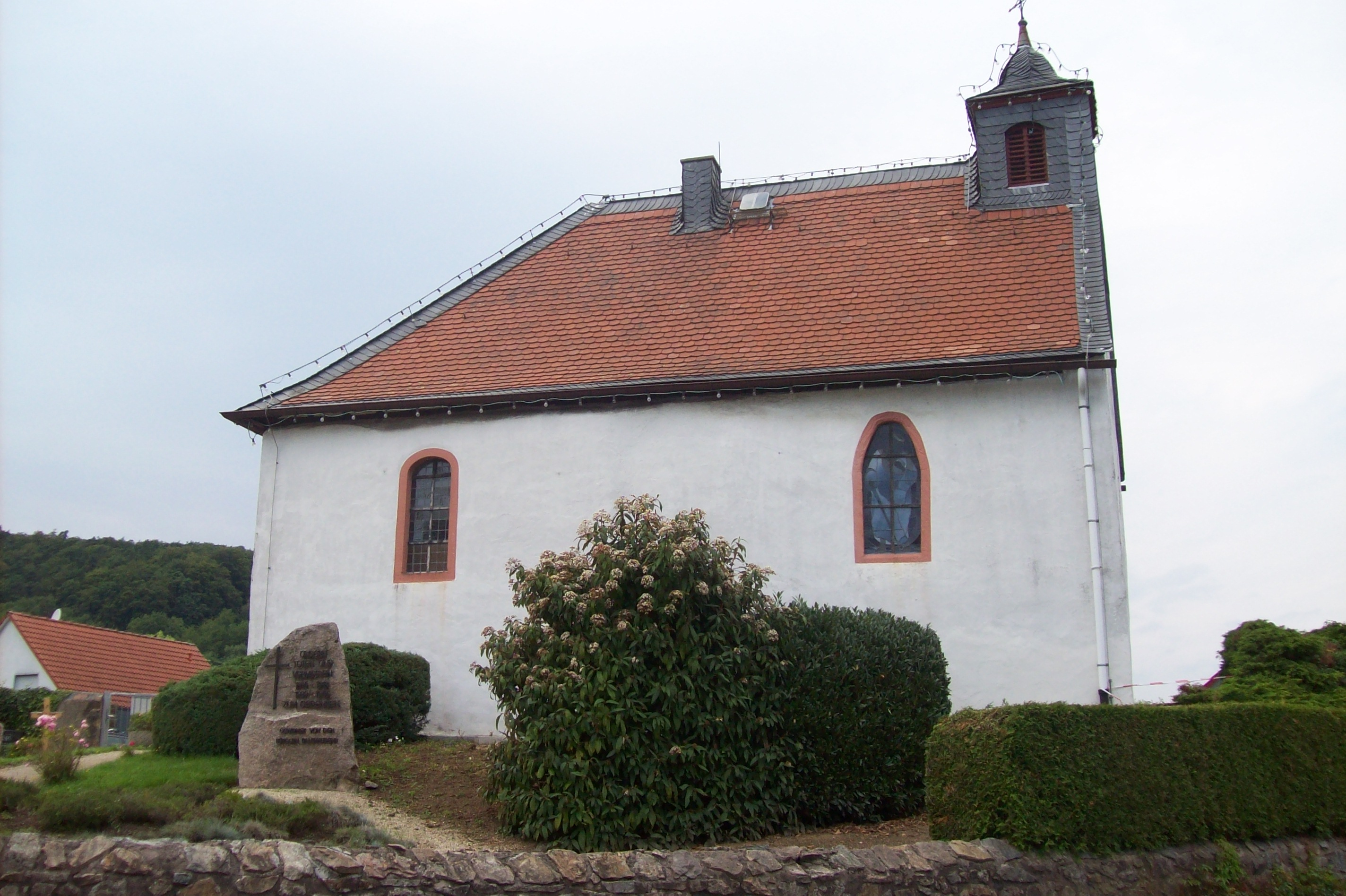
Die evangelische Kirche von Balkhausen

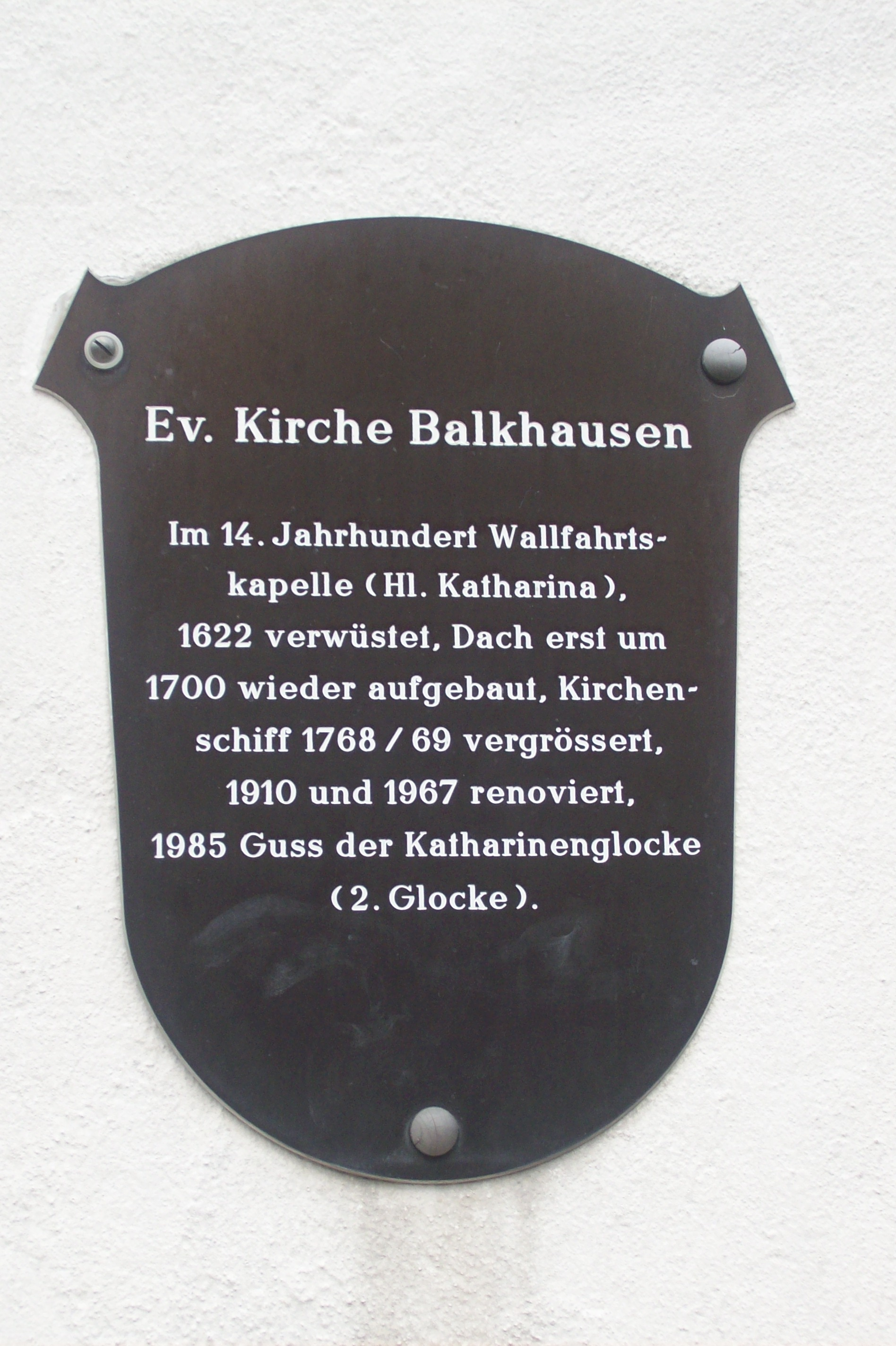
Hinweistafel an der Kirche

Balkhausen ist ein Ortsteil der Gemeinde Seeheim-Jugenheim im südhessischen Landkreis Darmstadt-Dieburg.

## Geographie
Balkhausen liegt im Vorderen Odenwald in Südhessen in der Einsenkung zwischen dem Melibokus-Massiv im Westen und dem Felsberg-Massiv im Osten. Die Gemarkung umfasst das Quellgebiet des Quaddelbachs (tw. auch Quattelbach bezeichnet), der in nördliche Richtung talabwärts nach Jugenheim führt, wo er sich mit dem Stettbach zum Landbach vereinigt. Die südliche Gemarkungsgrenze folgt dem Rücken, der die beiden Bergmassive mit einer Sattelhöhe von rund 285 Meter verbindet. Der südliche Ortsrand liegt wenige Hundert Meter von diesem Übergang zum Mühltal entfernt, durch das man am Mühlbach entlang nach Süden über Hochstädten nach Auerbach gelangt, das als Stadtteil von Bensheim an der Bergstraße und am Ostrand der Oberrheinischen Tiefebene liegt. Dem Quaddelbach talaufwärts nach Osten folgend, kommt man entweder zum Felsenmeer oder über die Kuralpe am Staffeler Kreuz hinab nach Staffel und weiter nach Modautal.
Östlich des Ortes Richtung Schmal-Beerbach liegt die Siedlung Quattelbach, die als Weiler 1377 zum ersten Mal urkundlich wurde und schon immer Teil der Balkhäuser Gemarkung war.
Der Ortsteil Balkhausen umfasst die Gemarkung Balkhausen.
Aktuelle und historische Siedlungsplätze innerhalb der Gemarkung
Quelle: Historisches Ortslexikon
- Forsthaus Felsberg[3]
- Siedlung Quattelbach[4]
- Talhof[5]
- Siedlung Winter[6]

## Geschichte

### Ortsgeschichte
Die erste bis heute bekannte Erwähnung des Ortes stammt aus dem Jahre 1357. Es handelt sich um eine Urkunde, die auf der Burg Bickenbach (heute Schloss Alsbach) über den dortigen Burgfrieden verfasst wurde. Hierin werden auch Ländereien in Balkhusen erwähnt. In späteren Dokumenten wird Balkhausen unter den Ortsnamen Balkhusen (1357), Blaghuß (1380–1388), Walkhosen und Balkhusen (1415), Balkhusen (1451), Balckhusen (1496) und Balckhausen (1553) erwähnt.
Die Balkhäuser Kirche wird Mitte des 14. Jahrhunderts erwähnt. Sie war immer Filialkirche von Jugenheim. 1571 wird Balkhausen durch das Amt Auerbach und 1621 vom Amt Seeheim-Tannenberg verwaltet.
Nach dem Dreißigjährigen Krieg war Balkhausen völlig ausgestorben, erst 1648 findet sich wieder ein Bewohner in den Chroniken, zugezogen aus der Umgebung. Erst im Jahr 1660 gab es wieder 27 Einwohner.
Im 18. Jahrhundert festigt sich die Struktur des Ortes; man baut entlang der natürlichen Linie des Bachlaufes, dem Quaddelbach. So entsteht langsam ein sogenanntes Waldhufendorf.
1714 verkaufte die Grafschaft Erbach, die 500 Jahre über das Odenwaldgebiet herrschte, aus Geldnot Balkhausen als Zubehör des Amtes Seeheim-Tannenberg an die Landgrafschaft Hessen-Darmstadt. Dort und in den Nachfolgestaaten verblieb es bis heute.
Die Statistisch-topographisch-historische Beschreibung des Großherzogthums Hessen berichtet 1829 über Balkhausen:

„Balkhausen (L. Bez. Bensheim) luth. Filialdorf; liegt 2 St. von Bensheim, und hat mit Einschluß von Quatelbach 37 Häuser und 274 Einw., die mit Ausnahme 1 Kath. alle lutherisch sind. Das Dorf war ein Zugehör des Schlosses Daxberg, und kam 1714 von Erbach durch Kauf an Hessen.“

Hessische Gebietsreform (1970–1977)
Im Zuge der Gebietsreform in Hessen wurde die Gemeinde Balkhausen am 31. Dezember 1971 auf freiwilliger Basis in die Gemeinde  Jugenheim a. d. Bergstraße eingegliedert. Am 31. Dezember 1977 wurden dann kraft Landesgesetz die Gemeinden Seeheim und Jugenheim zur neuen Gemeinde Seeheim zusammengeschlossen. Seit dem 1. Januar 1978 trägt die Gemeinde den amtlichen Namen Seeheim-Jugenheim.
Für den Ortsteil Balkhausen wurde ein Ortsbezirk mit Ortsbeirat eingerichtet.

### Verwaltungsgeschichte im Überblick
Die folgende Liste zeigt die Staaten und Verwaltungseinheiten, denen Balkhausen angehört(e):
- vor 1714: Heiliges Römisches Reich, Grafschaft Erbach (1571: Amt Auerbach, 621 und 1714: Amt Seeheim-Tannenberg)
- ab 1714: Heiliges Römisches Reich, Landgrafschaft Hessen-Darmstadt (durch Kauf), Obergrafschaft Katzenelnbogen, Amt Seeheim-Tannenberg
- ab 1803: Heiliges Römisches Reich, Landgrafschaft Hessen-Darmstadt, Fürstentum Starkenburg, Amt Seeheim-Tannenberg
- ab 1806: Großherzogtum Hessen,[Anm. 2] Fürstentum Starkenburg, Amt Seeheim[16]
- ab 1815: Großherzogtum Hessen[Anm. 3], Provinz Starkenburg, Amt Seeheim
- ab 1821: Großherzogtum Hessen, Provinz Starkenburg, Landratsbezirk Bensheim[Anm. 4]
- ab 1832: Großherzogtum Hessen, Provinz Starkenburg, Kreis Bensheim
- ab 1848: Großherzogtum Hessen, Regierungsbezirk Dieburg
- ab 1852: Großherzogtum Hessen, Provinz Starkenburg, Kreis Bensheim
- ab 1871: Deutsches Reich, Großherzogtum Hessen, Provinz Starkenburg, Kreis Bensheim
- ab 1918: Deutsches Reich, Volksstaat Hessen, Provinz Starkenburg, Kreis Bensheim
- ab 1938: Deutsches Reich, Volksstaat Hessen, Landkreis Darmstadt[17][Anm. 5]
- ab 1945: Deutsches Reich, Amerikanische Besatzungszone,[Anm. 6] Groß-Hessen, Regierungsbezirk Darmstadt, Landkreis Darmstadt
- ab 1946: Deutsches Reich, Amerikanische Besatzungszone, Land Hessen, Regierungsbezirk Darmstadt, Landkreis Darmstadt
- ab 1949: Bundesrepublik Deutschland, Land Hessen, Regierungsbezirk Darmstadt, Landkreis Darmstadt
- ab 1972: Bundesrepublik Deutschland, Land Hessen, Regierungsbezirk Darmstadt, Landkreis Darmstadt, Gemeinde Jugenheim[Anm. 7]
- ab 1978: Bundesrepublik Deutschland, Land Hessen, Regierungsbezirk Darmstadt, Landkreis Darmstadt-Dieburg, Gemeinde Seeheim-Jugenheim[Anm. 8]

### Gerichte
Die zuständige Gerichtsbarkeit der ersten Instanz war:
- 1380–1388: Die Herren von Bickenbach
- dann die Schecken von Erbach
- 1484: Zentgericht Jugenheim
- ab 1821: Landgericht Zwingenberg
- ab 1879: Amtsgericht Zwingenberg
- ab 1934: Amtsgericht Bensheim
- ab 1968: Amtsgericht Darmstadt

## Bevölkerung

### Einwohnerstruktur 2011
Nach den Erhebungen des Zensus 2011 lebten am Stichtag, dem 9. Mai 2011, in Balkhausen 633 Einwohner. Darunter waren 33 (5,2 %) Ausländer. Nach dem Lebensalter waren 66 Einwohner unter 18 Jahren, 252 zwischen 18 und 49, 153 zwischen 50 und 64 und 129 Einwohner waren älter. Die Einwohner lebten in 270 Haushalten. Davon waren 63 Singlehaushalte, 90 Paare ohne Kinder und 87 Paare mit Kindern, sowie 21 Alleinerziehende und 9 Wohngemeinschaften. In 51 Haushalten lebten ausschließlich Senioren und in 174 Haushaltungen lebten keine Senioren.

### Einwohnerentwicklung
| • 1629: | 009 Hausgesesse          |
| • 1806: | 171 Einwohner, 27 Häuser |
| • 1829: | 274 Einwohner, 37 Häuser |
| • 1867: | 302 Einwohner, 46 Häuser |

| Balkhausen: Einwohnerzahlen von 1791 bis 2017 | Balkhausen: Einwohnerzahlen von 1791 bis 2017 | Balkhausen: Einwohnerzahlen von 1791 bis 2017 | Balkhausen: Einwohnerzahlen von 1791 bis 2017 | Balkhausen: Einwohnerzahlen von 1791 bis 2017 |
| --- | --------------------------------------------- | --------------------------------------------- | --------------------------------------------- | --------------------------------------------- |
| Jahr |                                               |                                               |                                               | Einwohner                                     |
| 1791 | 1791                                          |                                               | 130                                           | 130                                           |
| 1800 | 1800                                          |                                               | 150                                           | 150                                           |
| 1806 | 1806                                          |                                               | 171                                           | 171                                           |
| 1829 | 1829                                          |                                               | 274                                           | 274                                           |
| 1834 | 1834                                          |                                               | 285                                           | 285                                           |
| 1840 | 1840                                          |                                               | 297                                           | 297                                           |
| 1846 | 1846                                          |                                               | 337                                           | 337                                           |
| 1852 | 1852                                          |                                               | 311                                           | 311                                           |
| 1858 | 1858                                          |                                               | 298                                           | 298                                           |
| 1864 | 1864                                          |                                               | 313                                           | 313                                           |
| 1871 | 1871                                          |                                               | 294                                           | 294                                           |
| 1875 | 1875                                          |                                               | 309                                           | 309                                           |
| 1885 | 1885                                          |                                               | 336                                           | 336                                           |
| 1895 | 1895                                          |                                               | 313                                           | 313                                           |
| 1905 | 1905                                          |                                               | 287                                           | 287                                           |
| 1910 | 1910                                          |                                               | 276                                           | 276                                           |
| 1925 | 1925                                          |                                               | 297                                           | 297                                           |
| 1939 | 1939                                          |                                               | 265                                           | 265                                           |
| 1946 | 1946                                          |                                               | 409                                           | 409                                           |
| 1950 | 1950                                          |                                               | 412                                           | 412                                           |
| 1956 | 1956                                          |                                               | 346                                           | 346                                           |
| 1961 | 1961                                          |                                               | 389                                           | 389                                           |
| 1967 | 1967                                          |                                               | 465                                           | 465                                           |
| 1970 | 1970                                          |                                               | 474                                           | 474                                           |
| 1980 | 1980                                          |                                               | ?                                             | ?                                             |
| 1990 | 1990                                          |                                               | ?                                             | ?                                             |
| 2000 | 2000                                          |                                               | ?                                             | ?                                             |
| 2011 | 2011                                          |                                               | 633                                           | 633                                           |
| 2017 | 2017                                          |                                               | 610                                           | 610                                           |
| Datenquelle: Historisches Gemeindeverzeichnis für Hessen: Die Bevölkerung der Gemeinden 1834 bis 1967. Wiesbaden: Hessisches Statistisches Landesamt, 1968. Weitere Quellen: LAGIS; 1791; 1800; Zensus 2011; 2017 |                                               |                                               |                                               |                                               |

### Religionszugehörigkeit
| • 1829: | 273 lutheranische (= 99,64 %) und ein katholischer (= 0,36 %) Einwohner |
| • 1961: | 320 evangelische (= 82,26 %), 63 katholische (= 16,20 %) Einwohner      |

## Politik
Für Balkhausen besteht ein Ortsbezirk (Gebiete der ehemaligen Gemeinde Balkhausen) mit Ortsbeirat und Ortsvorsteher nach der Hessischen Gemeindeordnung. Der Ortsbeirat besteht aus fünf Mitgliedern. Bei den Kommunalwahlen in Hessen 2021 wurden nur vier Sitze vergeben. Die Wahlbeteiligung zum Ortsbeirat Balkhausen betrug 59,27 %. Dabei wurden gewählt: ein Mitglied des Bündnis 90/Die Grünen, ein Mitglied der SPD und zwei Mitglieder der CDU. Der Ortsbeirat wählte Jens Jährling (CDU) zum Ortsvorsteher.

## Vereine
In Balkhausen gibt es die folgenden Vereine und Interessengruppen: Bläserchor Balkhausen (ehemals Posaunenchor), Balkhäuser Carneval Club (BCC), Freiwillige Feuerwehr Balkhausen (FFB), Heimat- und Verschönerungsverein Balkhausen (HVB – ehemals Verkehrs- und Verschönerungsverein), Balkhäuser Kerwemädcher und -borsch, Landfrauenverein Balkhausen, Sportclub Balkhausen (SCB).

## Freizeit
Der Rentnerweg ist ein beliebter Kurzwanderweg, vor allem für ältere Menschen. Er ist knapp drei Kilometer lang, liegt südwestlich vom Ortsteilskern und verläuft, fast kreisförmig, von der Roesener-Brücke bis zur Landstraße 3103. Am Wegesrand stehen neun Holzbänke (zum Teil mit Tischen), die reizvolle Blicke in die Landschaft des vorderen Odenwalds erlauben.

## Regelmäßige Veranstaltungen
- September: Kerb[25]
- Oktober: Kelterfest und Bauernmarkt[26]